# Dmitri Z. Garbuzov
Dmitri Z. Garbuzov (Dmitri Salmanowitsch Garbusow, russisch Дмитрий Залманович Гарбузов; * 27. Oktober 1940 in Swerdlowsk; † 20. August 2006 in Princeton, New Jersey) war ein russisch-US-amerikanischer Physiker, der sich mit Laserphysik befasste.

## Leben
Garbuzov studierte Physik in Leningrad. Er war am Joffe-Institut, geleitet vom Direktor und Nobelpreisträger Schores Iwanowitsch Alfjorow, in Sankt Petersburg und als Hochschullehrer für Physik in Princeton tätig. 1992 erhielt er in Berlin den Humboldt-Forschungspreis. Garbuzov war verheiratet und hatte zwei Kinder.

## Preise und Ehrungen (Auswahl)
- 1972: Leninpreis
- 1992: Humboldt-Forschungspreis
- 1987: Staatspreis der UdSSR
- 1991: Korrespondierendes Mitglied der Russischen Akademie der Wissenschaften[1]